# Konstfilm
En konstfilm (engelska: art film, art movie, independent film) är ett omstritt filmbegrepp för ofta independenttillverkad film som är avsedd för en nischpublik, snarare än för den stora massan. Konstfilmer är ofta, men långt ifrån alltid, icke-kommersiella.
Vad som ska anses vara "konstnärligt" och "kommersiellt" är fortfarande en omstridd definitionskategorisering, men historiskt sett har den följt filmgenrernas utveckling ända från deras födelse.

## Historia

### 1910-talet: De tidigaste pionjärerna
Till konstfilmens stilmässiga pionjärer brukar ofta filmer av D. W. Griffith (exempelvis Nationens födelse från 1915 och Intolerance från 1916) och Sergej Eisenstein (exempelvis Pansarkryssaren Potemkin från 1925) räknas.

### 1920- och 1930-talen: Spanska, franska och engelska avantgardister
Under 1920-talet började filmföreningarna försvara uppfattningen om att filmer kan delas i en underhållningsdel skapad för den stora massan och en seriös konstfilmsdel riktad till intellektuell publik.
På grund av detta influeras ofta konstfilmer av filmer från denna tid, däribland spanska avant garde-skapare som Luis Buñuel och Salvador Dalí (exempelvis Den andalusiska hunden från 1929 och Guldåldern från 1930) och Jean Cocteau (En poets blod också från 1930). I England startade Alfred Hitchcock och Ivor Montagu en filmförening, för att importera filmer som de ansåg vara konstnärliga bedrifter, exempelvis sovjetiska filmer med dialektiska montage och expressionistiska filmer från Universum Film AG-studiorna i Tyskland.
Cinéma Pur, en fransk avant garde-filmrörelse under 1920- och 1930-talen, påverkade utvecklingen och idéerna om "konstfilm". Cinéma Pur-rörelsen inkluderade dadakonstnärer, som Man Ray (Emak-Bakia, Return to Reason), René Clair (Entr'acte - de kloka galningarna) och Marcel Duchamp (Anemic Cinema). Dadaisterna använde filmerna för att omvälva vanliga berättartekniker och borgerliga sedvänjor. Cinéma Pur influerades av tyska "absoluta" filmskapare som Hans Richter, Walter Ruttmann och Viking Eggeling.
Mer självständiga filmskapare som också utvecklade filmkonsten under denna tid var bland andra fransmannen Jean Vigo (C i uppförande från 1932 och L'Atalante från 1934).